# Подгайцы (Луцкий район)
Подга́йцы (укр. Підгайці) — село в Луцком районе Волынской области Украины. Административный центр Подгайцевской сельской общины.
Код КОАТУУ — 0722884801. Население по переписи 2001 года составляет 3109 человек. Почтовый индекс — 45602. Телефонный код — 332. Занимает площадь 4,416 км².

## Персоналии
В Подгайцах 30 марта 1857 года родилась Габриэля Запольская (наст. имя Мария Габриэля Стефания Корвин-Пиотровская) (ум. 17 декабря 1921 г. во Львове) — польская писательница, актриса.

## Известные жители
- Миронюк, Савелий Феоктистович — Праведник мира.